# Amt Kropp-Stapelholm
La comunità amministrativa di Kropp-Stapelholm (Amt Kropp-Stapelholm) si trova nel circondario di Schleswig-Flensburgo nello Schleswig-Holstein, in Germania.

## Suddivisione
Comprende 15 comuni:
1. Alt Bennebek (325)
2. Bergenhusen (727)
3. Börm (779)
4. Dörpstedt (577)
5. Erfde (1 972)
6. Groß Rheide (933)
7. Klein Bennebek (527)
8. Klein Rheide (323)
9. Kropp* (6 600)
10. Meggerdorf (682)
11. Stapel (1768)
12. Tetenhusen (956)
13. Tielen (296)
14. Wohlde (501)

Il capoluogo è Kropp.
(Tra parentesi i dati della popolazione al 31 dicembre 2021)